# 陳嘉尚
陳嘉尚（1909年—1972年3月6日），別字永祥，浙江杭州人，中華民國空軍將領、政治人物。

## 生平
1928年，陳嘉尚考入中華民國陸軍軍官學校第6期輜重科，並於1929年獲選為陸軍官校航空訓練班學員（該訓練班列為中央航空學校第1期）。1931年畢業後，他赴義大利空軍參謀大學留學。1932年回國後，擔任中央航校第二、第三期飛行教官。
1949年，陳嘉尚被派赴台灣建設空軍基地，先後擔任防空司令部中將副司令、空軍總司部副總司令兼作戰司令部司令。1957年任空軍總司令，並於次年晉升為空軍二級上將。1958年八二三臺海戰役爆發，陳指揮空軍英勇作戰，打出31比1的戰績。1960年代，他先後擔任中國國民黨第八、第九、第十屆中央委員。1967年，派任駐約旦大使。1972年，陳嘉尚因病逝世。